# Arsuz
Arsuz (osmanisch أرسوز) ist eine Stadtgemeinde (Belediye) im gleichnamigen Ilçe (Landkreis) der Provinz Hatay in der türkischen Mittelmeerregion und gleichzeitig ein Stadtbezirk der 2012 gebildeten Büyükşehir Belediyesi Hatay (Großstadtgemeinde/Metropolprovinz). Arsuz ist seit der Gebietsreform ab 2013 flächen- und einwohnermäßig identisch mit dem Landkreis.

## Geographie
Der Landkreis/Stadtbezirk grenzt (im Uhrzeigersinn im Norden beginnend an İskenderun, Belen, Antakya und Samandağ). Im Westen bildet der Golf von İskenderun des Mittelmeers eine natürliche Grenze, die längste.
Arsuz liegt etwa 40 km südsüdwestlich von İskenderun an der Mittelmeerküste und knapp 120 km nordwestlich der Provinzhauptstadt Antakya zu Füßen der Amanos Dağları. Die syrische Grenzstadt Kessab ist Luftlinie 54,7 km und 105 Straßenkilometer entfernt. Den Ort durchfließt von Süden nach Norden der Fluss Arsuz nehir, den kurz vor der Mündung eine Brücke überspannt.
Hinsichtlich Fläche und Bevölkerung belegt Arsuz Platz 4 und 8 auf der Rankingliste. Die Bevölkerungsdichte liegt etwa ein Drittel unter dem Durchschnittswert der Provinz (von 300 Einw. je km²). Die im Stadtlogo manifestierte Jahreszahl (1995) dürfte ein Hinweis auf das Jahr der Erhebung zur Stadtgemeinde (Belediye) sein.

## Geschichte
In der antiken Hafenstadt fanden sich Überreste aus hellenistischer und römischer Zeit. Der Landkreis wurde durch das Gesetz Nr. 6360 gebildet, wobei aus dem Kreis İskenderun 25 Dörfer (Köy) und die sieben Belediye Karaağaç und Nardüzü (vom zentralen Merkez Bucak) sowie Akçalı, Gökmeydan, Gözcüler, Madenli und Üçgüllük (vom Uluçına Bucak) ausgegliedert wurden. Die Gesamtzahl der Bevölkerung belief sich Ende 2012 auf 76.257 Einwohner. Die Bevölkerungsfortschreibung (ADNKS) ermittelte ein Jahr später 79.782 Einwohner.
Gleichzeitig mit der Kreisbildung wurden alle Belediye und alle Dörfer zur Stadt Arsuz vereint, die nunmehr die einzige im Kreis war und in 34 Mahalle (Stadtviertel/Ortsteile) untergliedert wurde. Ein Muhtar war der oberste Beamte in jedem Mahalle.
Ende 2020 lebten durchschnittlich 2.558 Menschen in jedem dieser (jetzt) 38 Mahalle, 11.313. Einw. im bevölkerungsreichsten (Karaağaç Şarkonak Mah.).

## Bevölkerung
Die linke Tabelle zeigt die Ergebnisse der Volkszählungen für den Bucak/die Nahiye und den Verwaltungssitz davon, die E-Books der Originaldokumente entnommen wurden. Diese können nach Suchdateneingabe von der Bibliotheksseite des TÜIK heruntergeladen werden.
Die rechte Tabelle zeigt die Bevölkerungsfortschreibung Kreises/Stadtbezirks Arsuz seit dessen Eigenständigkeit. Die Daten wurden durch Abfrage über das MEDAS-System des Türkischen Statistikinstituts TÜIK nach Auswahl des Jahres und der Region ermittelt.

| Volkszählung | Volkszählung       | Volkszählung            |
| Jahr         | Bucak- bevölkerung | davon Verwal- tungssitz |
| ------------ | ------------------ | ----------------------- |
| 1940         | 09.676             | 0.458                   |
| 1945         | 10.617             | 0.423                   |
| 1950         | 11.578             | 0.373                   |
| 1955         | 13.457             | 0.327                   |
| 1960         | 16.377             | 0.383                   |
| 1965         | 18.080             | 0.457                   |
| 1970         | 21.231             | 0.677                   |
| 1975         | 24.250             | 0.591                   |
| 1980         | 27.206             | 1.057                   |
| 1985         | 31.699             | 1.125                   |
| 1990         | 36.172             | 1.608                   |
| 2000         | 41.474             | 2.931                   |

| Bevölkerungsfortschreibung | Bevölkerungsfortschreibung |
| Jahr                       | Kreis- bevölkerung         |
| -------------------------- | -------------------------- |
| 2013                       | 79.782                     |
| 2014                       | 81.001                     |
| 2015                       | 82.498                     |
| 2016                       | 84.889                     |
| 2017                       | 87.666                     |
| 2018                       | 90.456                     |
| 2019                       | 92.749                     |
| 2020                       | 97.217                     |

Der Verwaltungssitz des Bucak Uluçınar trug im Laufe der Zeit folgende Namen: 1940 Kareyli, 1945 Kabevli, 1960 Uluçinar (Kabevli) und endlich im Jahr 2000 Arsuz (als Belediye). Der Bucak hieß 1940 Nahiye Arsuz, 1945 Arsus Bucağı, 1955 Arsuz Nahiyesi, seit 1965 Uluçinar Bucağı.
Die abschließende Tabelle zeigt die Einwohnerverteilung jener Ortschaften Ende 2012, die ein Jahr später vom Kreis İskenderun in den neuen Kreis Arsuz wechselten.
|                | Köy    | Belediye | Σ      |
| -------------- | ------ | -------- | ------ |
| Uluçınar Bucak | 18.660 | 25.277   | 43.937 |
| Merkez Bucak   | 10.484 | 21.836   | 32.320 |
| Σ              | 29.144 | 47.113   | 76.257 |

Es sollte nicht unerwähnt bleiben, dass 2013 nicht nur der Bucak Uluçınar in den neuen Kreis Arsuz gelangte, sondern noch weiter 10 Orte (2 Belediye, 8 Dörfer) aus dem zentralen Bucak (Merkez Bucak) des Kreises İskenderun, diese zehn Orte wurden aber in der Tabelle „Bevölkerungsfortschreibung“ (2013–2020) nicht berücksichtigt.